# Henri Lebocq
Henri Marie Lebocq (1861-1946) est un général de division français, dont le nom est associé à la Première Guerre mondiale.

## Biographie
Henri Lebocq est né le 29 décembre 1861 à Paris 7e,.
En 1883, il sort de Saint-Cyr comme sous-lieutenant au 11e Bataillon de Chasseurs à Pied. En 1903, il devient chef de bataillon, en 1913, il est nommé colonel. Dès le début de la guerre, il est mis à la tête de la 73e Division d'Infanterie de réserve avec le grade de général de brigade à titre temporaire. Au mois d'octobre 1914, il est confirmé dans ce grade à titre définitif. Le 2 mai 1915, il est cité à l'ordre de l'armée. Blessé au cours de la campagne, il est promu commandeur de la Légion d'honneur le 1er août 1917 et le 20 décembre 1917, il est promu général de division et commande la 39e Division d'Infanterie avec laquelle il défile en 1919 devant le président de la République et les membres du gouvernement lors des célébrations du retour de la ville de Metz à la France.
Il meurt le 10 mai 1946 dans le 16e Arrondissement de Paris.

## Distinctions
- Médaille commémorative de l'expédition du Tonkin (1889)
- chevalier de l'ordre du Dragon d'Annam (1889)
- Chevalier de l'ordre de Saint-Grégoire-le-Grand (1889)
- chevalier de l'ordre royal de Karageorgevitch (1917)
- Commandeur de l'ordre des Saints-Maurice-et-Lazare (1917)
- Grand officier de la Légion d'honneur (décret du 30 décembre 1920)
- Croix de guerre 1914–1918

## Postérité
Une rue (la grand'rue) de Hochfelden (Bas-Rhin) porte son nom. Elle commémore l'entrée des troupes françaises à Hochfelden le 21 novembre 1918.

## Écrits
- La Division du Bois-le-Prêtre, devant le fort de Troyon et à Lironville, septembre 1914, au Bois-le-Prêtre, septembre 1914-juillet 1916, Impr. centrale de l'Est, Nancy, 1922, 49 p.